# رود منزا
رود منزا (به لاتین: Menza) یک رود در روسیه است که در سرزمین زابایکالسکی واقع شده‌است.